# 토마시 후보찬
토마시 후보찬(슬로바키아어:  Tomáš Hubočan, 1985년 9월 17일, ~ )는 슬로바키아의 축구 선수로, 현재 슬로바키아 수페르리가의 질리나에서 수비수로 활약하고 있다.
그는 2006년에 시니어 국제 무대에 데뷔했다. 그는 슬로바키아 국가대표팀으로 73경기에 출전했고, UEFA 유로 2016과 UEFA 유로 2020 토너먼트에 국가대표로 출전했다. 그는 2021년 12월에 9번째로 많은 국가대표로 은퇴했다.

## 구단 경력

### 질리나
후보찬은 유소년 시절부터 질리나에서 시작하여, 2006년 1월부터 2006년 6월까지 비온 즐라테모라우체에서 임대 생활을 했다. 임대가 끝난 후, 그는 질리나로 돌아왔고, 슬로바키아 수페르리가에서 최고의 수비수 중 한 명으로 일했다. 2006-07년 시즌, 그는 질리나와 함께 리그 우승을 차지했다.

### 제니트
2008년 2월 11일, 후보찬은 380만 유로의 3년 계약으로 제니트와 계약을 맺었는데, 이는 슬로바키아 클럽의 역대 최고 금액이었다.
2010년 9월 30일, 그는 AEK 아테네와의 UEFA 유로파리그 경기에서 제니트 소속으로 첫 골을 기록했다.

### 오모니아
2019년 9월 4일, 후보찬은 1년 계약으로 오모니아에 입단했다. 그는 이후 2번의 1년 연장 계약을 체결하여 2022년까지 구단에 머물게 되었다.

## 국가대표팀 경력
후보찬은 2006년 12월 11일 아랍에미리트를 상대로 슬로바키아 국가대표팀으로 합류해 첫 국제 경기를 치렀다. 그는 2016년 슬로바키아의 첫 유럽 선수권 대회에 출전한 선수단의 일원이었다.
2019년 2월 22일, 후보찬은 33세의 나이로 또 다른 국가대표팀 수비수이자 주장인 마르틴 슈크르텔, 공격수 아담 네메츠와 함께 국가대표팀 은퇴를 선언했다. 이 셋은 2019년 10월 13일 파라과이와의 친선 경기에서 고별전을 가졌는데, 이는 10년 만에 국가대표팀이 테헬네 폴레로 복귀하는 것과 동시에 일어났다. 비록 네메츠와 슈크르텔이 경기 시작부터 주연을 맡았지만, 후보찬은 염좌로 인해 87분에 상징적으로 경기에 들어갔다. 그는 1-1로 경기를 시작했다. 아이러니하게도, 이 경기는 후보찬이 몇 년 동안 국가대표팀의 홈인 슬로바키아의 유명한 경기장에서 치른 첫 국제 경기였다. 경기는 같은 점수로 끝났다.